# Bahnhof Kurono
Der Bahnhof Kurono (jap. 黒野駅, Kurono-eki) war ein Bahnhof auf der japanischen Insel Honshū. Er wurde von der Bahngesellschaft Meitetsu (Nagoya Tetsudō) betrieben und befand sich in der Präfektur Gifu auf dem Gebiet der Gemeinde Ōno nordwestlich von Gifu.

## Beschreibung
Der Bahnhof lag im Zentrum des Ortes Ōno in der Nähe des Flusses Mimizu. Die ebenerdige Anlage war von Osten nach Westen ausgerichtet und war ein Trennungsbahnhof. Dort zweigte die nach Tanigumi führende Meitetsu Tanigumi-Linie von der Ibi-Linie zwischen Chūsetsu und Hon-Ibi ab. Der Bahnhof hatte drei Gleise, davon zwei an einem Mittelbahnsteig und eines an einem Seitenbahnsteig. Um zum Mittelbahnsteig zu gelangen, mussten die Gleise an einem mit Schranken gesicherten Bahnübergang gequert werden. Nördlich davon befand sich ein zweigleisiges Depot. Der Mittelbahnsteig ist zusammen mit einem Gleis als Teil des Kurono Station Rail Park erhalten geblieben. Dazu gehört auch das renovierte Empfangsgebäude, das ein kleines Eisenbahnmuseum mit einer Modelleisenbahnanlage sowie ein Café beherbergt.

## Bilder

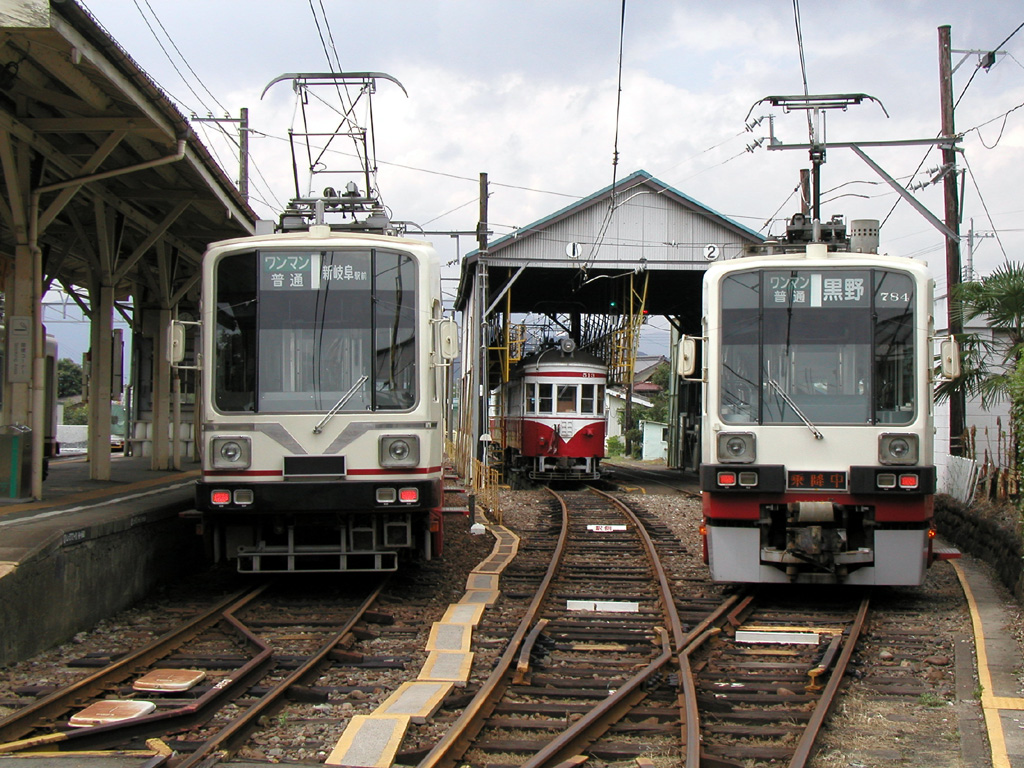
Zufahrt zum Depot
Gleisplan
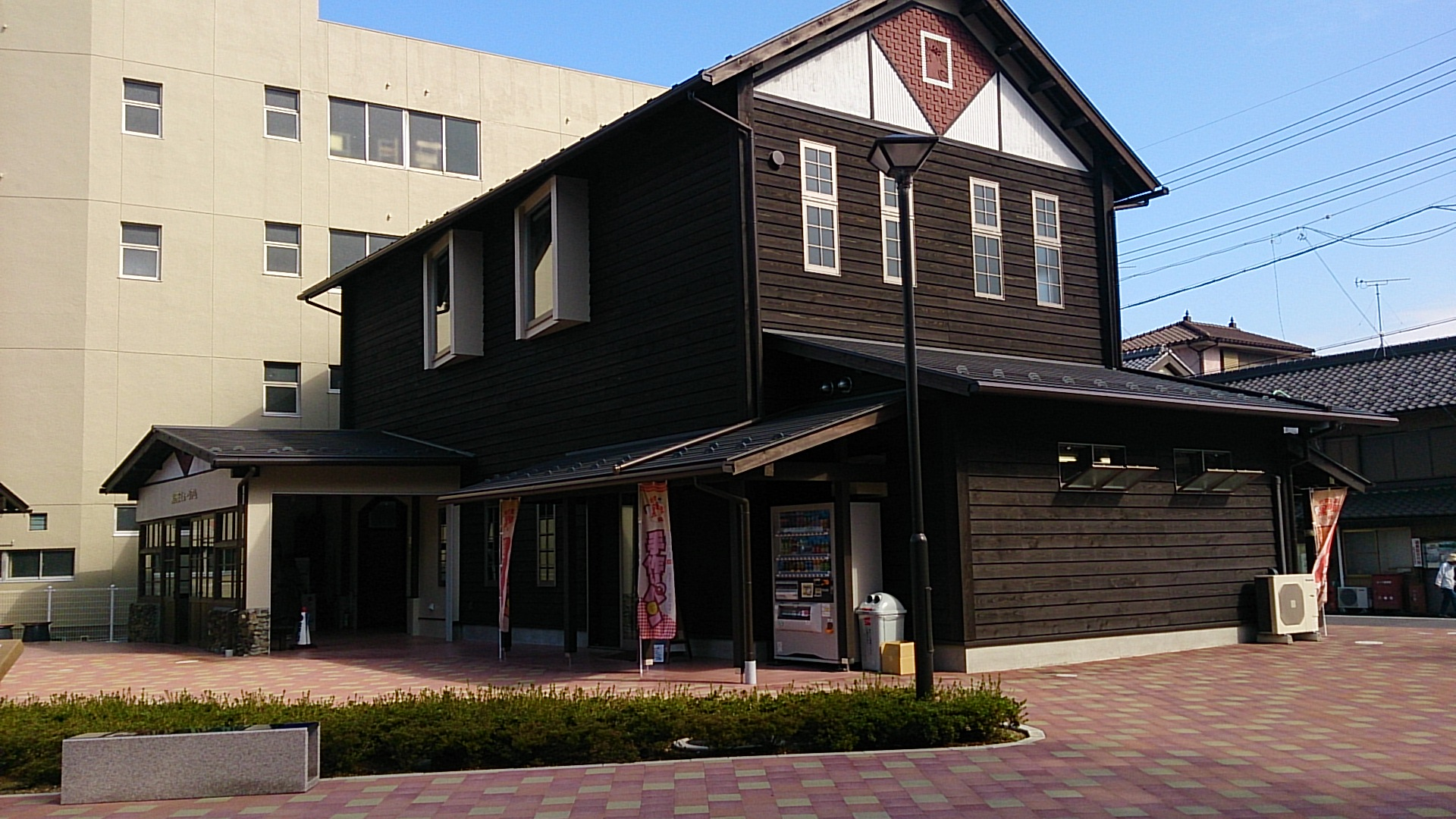
Kurono-Bahnhofmuseum (2017)
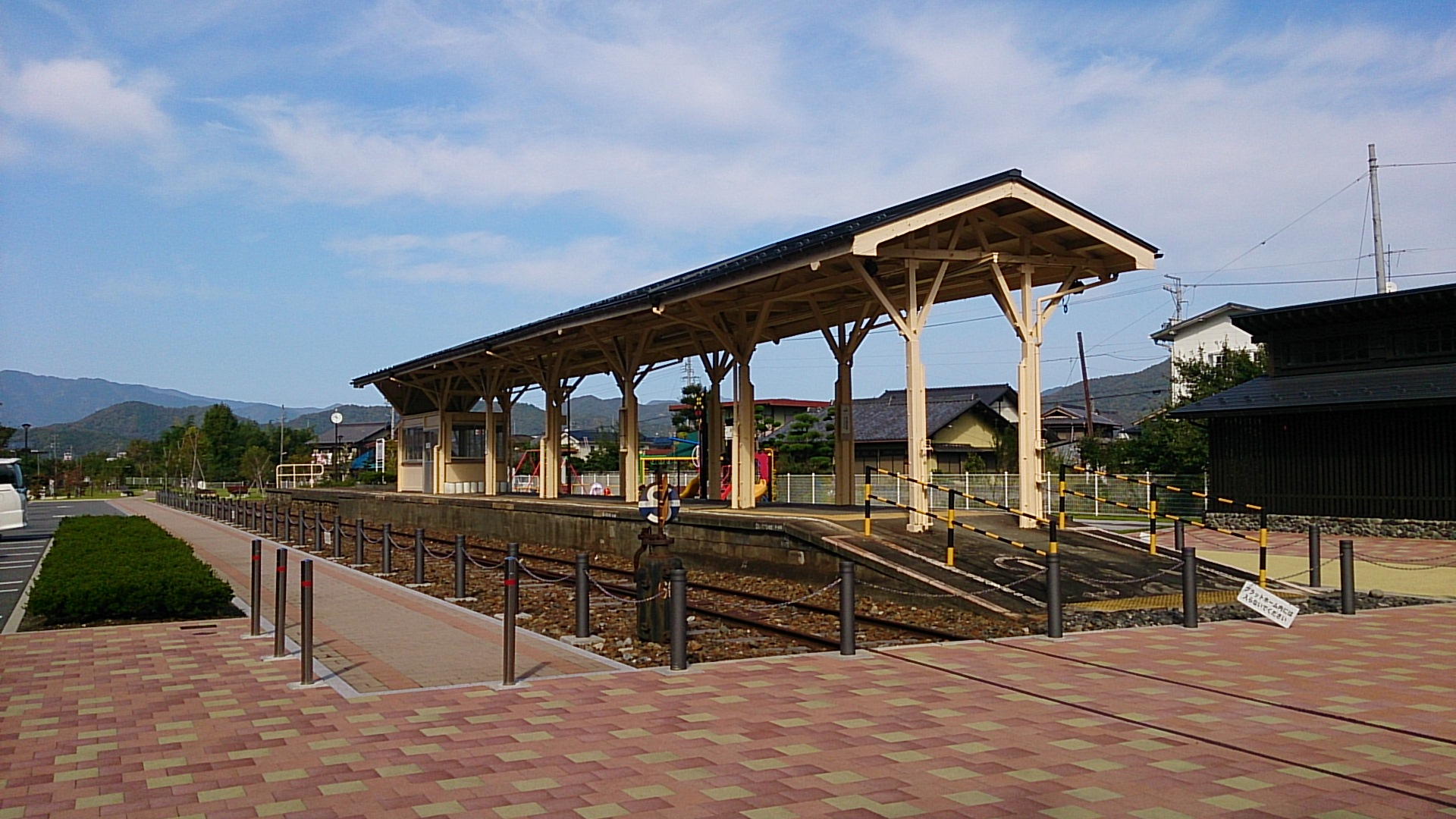
Ehemaliger Bahnsteig

## Geschichte
Die Bahngesellschaften Mino Denki Kidō (Betreiberin der Straßenbahn Gifu und weiterer Bahnen im Umland) und Tanigumi Tetsudō eröffneten den Bahnhof gemeinsam am 6. April 1926. Erstere verlängerte die Ibi-Linie von Mino-Kitagata bis hierher, letztere nahm die daran anschließende Tanigumi-Linie in Betrieb und hatte im Obergeschoss des Empfangsgebäudes ihren Firmensitz. Da die Mino Denki Kidō ohnehin zu einem bedeutenden Teil an der Tanigumi Tetsudō beteiligt war, bestand eine enge Kooperation. Ab 1. September desselben Jahres begannen sie gemeinsam umsteigefreie Verbindungen zwischen Tanigumi und Chūsetsu am Stadtrand von Gifu anzubieten. Am 20. Dezember 1928 folgte die Verlängerung der Ibi-Linie nach Hon-Ibi, wodurch Kurono zu einem Trennungsbahnhof wurde.
1930 fusionierte die Mino Denki Kidō mit der Nagoya Tetsudō zur Meigi Tetsudō, die ihrerseits 1935 in der Meitetsu aufging. Diese wiederum übernahm 1944 die Tanigumi Tetsudō. Fortan bildete Kurono mit seinem Depot den betrieblichen Mittelpunkt des lokalen Bahnnetzes nordwestlich der Präfekturhauptstadt. Dies änderte sich am 1. Oktober 2001, als die Meitetsu sowohl die Tanigumi-Linie als auch den Abschnitt Kurono–Hon-Ibi stilllegte. Am 1. April 2005 legte sie auch den Rest der Ibi-Linie still. Das Gelände wurde 2013 zum Kurono Station Rail Park umgestaltet. Die Gemeinde ließ zwar das Gelände einebnen, doch der Mittelbahnsteig und eines der Gleise blieben erhalten. Nach einer Renovation zog das Kurono-Bahnhofsmuseum ins Empfangsgebäude ein, das von einer gemeinnützigen Organisation betrieben wird.